# Acacia myrmecophila
Acacia myrmecophila är en ärtväxtart som beskrevs av René Viguier. Acacia myrmecophila ingår i släktet akacior, och familjen ärtväxter. Inga underarter finns listade i Catalogue of Life.